# Alejandro González (tennista)
Alejandro González (Medellín, 7 febbraio 1989) è un ex tennista colombiano.
Ha vinto nel circuito Challenger quattro titoli in singolare e cinque in doppio. Nel circuito maggiore ha disputato una semifinale in doppio e due quarti di finale in singolare. Nel 2013 ha raggiunto la finale alle ATP Challenger Tour Finals, versione del circuito minore delle ATP Finals, perdendo da Filippo Volandri in tre set. I suoi migliori ranking ATP sono stati il 70º in singolare nel giugno 2014 e il 177º in doppio nell'agosto 2010.
Si è ritirato dal tennis professionistico il 31 marzo 2022, disputando l'ultimo match al Challenger di Pereira, sconfitto al secondo turno da Juan Pablo Varillas.

## Statistiche

### Tornei minori

#### Singolare

##### Vittorie (11)
| Legenda tornei minori |
| Challenger (4)        |
| Futures (7)           |

| N.  | Data              | Torneo                          | Superficie  | Avversario in finale     | Punteggio        |
| 1.  | 17 maggio 2009    | Venezuela F1, Maracay           | Cemento     | Jhonnatan Medina-Alvarez | 6(5)–7, 6-3, 6-1 |
| 2.  | 24 maggio 2009    | Venezuela F2, Mérida            | Cemento     | Yohny Romero             | 6-2, 4-6, 6-1    |
| 3.  | 16 agosto 2009    | Colombia F3, Barranquilla       | Terra rossa | Juan Sebastián Cabal     | 6-2, 6-4         |
| 4.  | 30 agosto 2009    | Colombia F5, Medellín           | Terra rossa | Juan Sebastián Cabal     | 6-3, 3-6, 6-1    |
| 5.  | 24 ottobre 2010   | Venezuela F5, Caracas           | Cemento     | Greg Ouellette           | 6-1, 7–6(3)      |
| 6.  | 4 settembre 2011  | Colombia F5, Bogotà             | Cemento     | Carlos Salamanca         | 5-7, 6-4, 6-2    |
| 7.  | 30 settembre 2012 | Colombia F3, Cúcuta             | Cemento     | Michael Quintero         | 7-5, 6-2         |
| 8.  | 3 marzo 2013      | Challenger Salinas, Salinas     | Terra rossa | Renzo Olivo              | 4-6, 6-3, 7–6(7) |
| 9.  | 28 luglio 2013    | Open Medellin, Medellín         | Terra rossa | Guido Andreozzi          | 6-4, 6-4         |
| 10. | 4 agosto 2013     | São Paulo Challenger, San Paolo | Terra rossa | Eduardo Schwank          | 6-2, 6-3         |
| 11. | Ottobre 2014      | Copa Cordoba, Córdoba           | Terra rossa | Máximo González          | 7-5, 1-6, 6-3    |

##### Finali perse (15)
| Legenda tornei minori |
| Challenger (6)        |
| Futures (9)           |

| N.  | Data              | Torneo                                  | Superficie  | Avversario in finale  | Punteggio        |
| 1.  | 30 settembre 2007 | Brazil F15, Recife                      | Terra rossa | Daniel Dutra da Silva | 6(1)–7, 5-7      |
| 2.  | 8 febbraio 2009   | Colombia F1, Manizales                  | Terra rossa | Guillermo Hormazábal  | 7–6(2), 1-6, 4-6 |
| 3.  | 31 maggio 2009    | Venezuela F3, Maracaibo                 | Cemento     | José de Armas         | 5-7, 3-6         |
| 4.  | 23 agosto 2009    | Colombia F4, Bogotà                     | Terra rossa | Marcel Felder         | 4-6, 6-4, 3-6    |
| 5.  | 27 giugno 2010    | Italy F15, Aosta                        | Terra rossa | Matteo Marrai         | 2-6, 3-6         |
| 6.  | 20 marzo 2011     | Turkey F9, Adalia                       | Cemento     | Daniel Köllerer       | 1-6, 0-6         |
| 7.  | 3 aprile 2011     | Turkey F11, Adalia                      | Cemento     | Radu Albot            | 1-6, 0-6         |
| 8.  | 28 agosto 2011    | Colombia F4, Medellín                   | Terra rossa | Eduardo Struvay       | 4-6, 2-6         |
| 9.  | 7 ottobre 2012    | Colombia F4, Villavicencio              | Terra rossa | Patricio Heras        | 6(7)–7, 4-6      |
| 10. | 21 aprile 2013    | Panama Challenger, Panama               | Terra rossa | Rubén Ramírez Hidalgo | 4-6, 7-5, 6(4)–7 |
| 11. | 14 ottobre 2013   | Aberto Rio Preto, São José do Rio Preto | Terra rossa | João Souza            | 6(0)–7, 3-6      |
| 12. | 17 novembre 2013  | ATP Challenger Tour Finals, San Paolo   | Terra rossa | Filippo Volandri      | 6-4, 4-6, 2-6    |
| 13. | 5 gennaio 2014    | Aberto de São Paulo, San Paolo          | Cemento     | João Souza            | 4-6, 4-6         |
| 14. | 4 ottobre 2015    | Open Pereira, Pereira                   | Terra rossa | Paolo Lorenzi         | 6–4, 3–6, 4–6    |
| 15. | 21 febbraio 2016  | Morelos Open, Cuernavaca                | Cemento     | Gerald Melzer         | 6(4)–7, 3–6      |